# Comuna Plosca, Putila
Plosca (în ucraineană Плоска, transliterat: Ploska) este o comună în raionul Putila, regiunea Cernăuți, Ucraina, formată din satele Lustun și Plosca (reședința).

## Demografie
Componența lingvistică a comunei Plosca
     Ucraineană (99,81%)
     Alte limbi (0,19%)
Conform recensământului din 2001, majoritatea populației comunei Plosca era vorbitoare de ucraineană (99,81%), existând în minoritate și vorbitori de alte limbi.